# Draft National Basketball Development League 2001
Il draft National Basketball Development League 2001 si è svolto il 1º novembre 2001 a Suwanee. Il primo giocatore ad essere stato scelto è stato Chris Andersen.

## Giocatori scelti al 1º giro
| Scelta | Giocatore               | Nazionalità | Squadra NBDL               | Scuola/ex squadra           |
| ------ | ----------------------- | ----------- | -------------------------- | --------------------------- |
| 1      | Chris Andersen (F/C)    | Stati Uniti | Fayetteville Patriots      | Blinn College (Brenham, TX) |
| 2      | Terrance Roberson (G/F) | Stati Uniti | Huntsville Flight          | Fresno State                |
| 3      | Rahim Lockhart (F)      | Stati Uniti | Greenville Groove          | Mississippi                 |
| 4      | Gabe Muoneke (F)        | Nigeria     | Columbus Riverdragons      | Texas                       |
| 5      | Johnny Hemsley (G)      | Stati Uniti | Asheville Altitude         | Miami (FL)                  |
| 6      | Neil Edwards (C)        | Stati Uniti | North Charleston Lowgators | York                        |
| 7      | Rashad Phillips (G)     | Stati Uniti | Mobile Revelers            | Detroit                     |
| 8      | Artie Griffin (G)       | Stati Uniti | Roanoke Dazzle             | Alabama                     |

## Giocatori scelti al 2º giro
| Scelta | Giocatore               | Nazionalità | Squadra NBDL               | Scuola/ex squadra                |
| ------ | ----------------------- | ----------- | -------------------------- | -------------------------------- |
| 9      | Darrell Johns (C)       | Stati Uniti | Fayetteville Patriots      | Chicago State                    |
| 10     | Lonnie Harrell (G/F)    | Stati Uniti | Huntsville Flight          | Northeastern                     |
| 11     | Ed Daniels (G)          | Stati Uniti | Greenville Groove          | TCU                              |
| 12     | Kareem Poole (C)        | Stati Uniti | Columbus Riverdragons      | Tyler Junior College (Tyler, TX) |
| 13     | Jermaine Tate (F/C)     | Stati Uniti | Asheville Altitude         | Cincinnati                       |
| 14     | C.J. Black (F/C)        | Stati Uniti | North Charleston Lowgators | Tennessee                        |
| 15     | Nick Sheppard (C)       | Stati Uniti | Mobile Revelers            | Pepperdine                       |
| 16     | Marshall Phillips (G/F) | Stati Uniti | Roanoke Dazzle             | Appalachian State                |